# Hướng dương
Hướng dương (tên khoa học: Helianthus annuus) hay còn gọi là Hướng Nhật Quỳ, Hướng Dương Quỳ Tử, Thiên Quỳ Tử, Quỳ Tử, Quỳ Hoa Tử, là loài hoa thuộc họ Cúc (Asteraceae).

## Mô tả

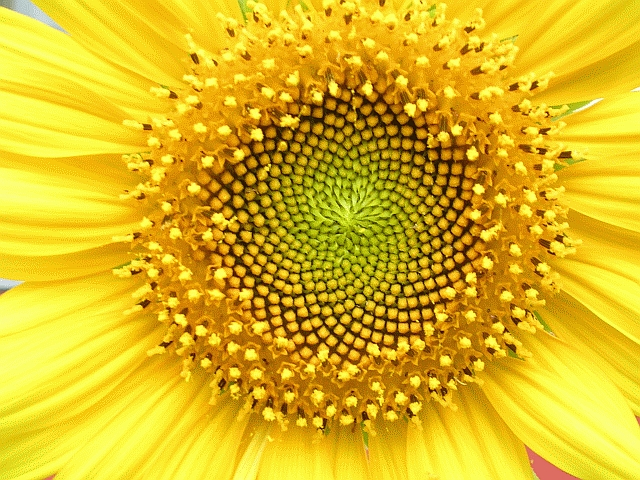
Cận cảnh hoa

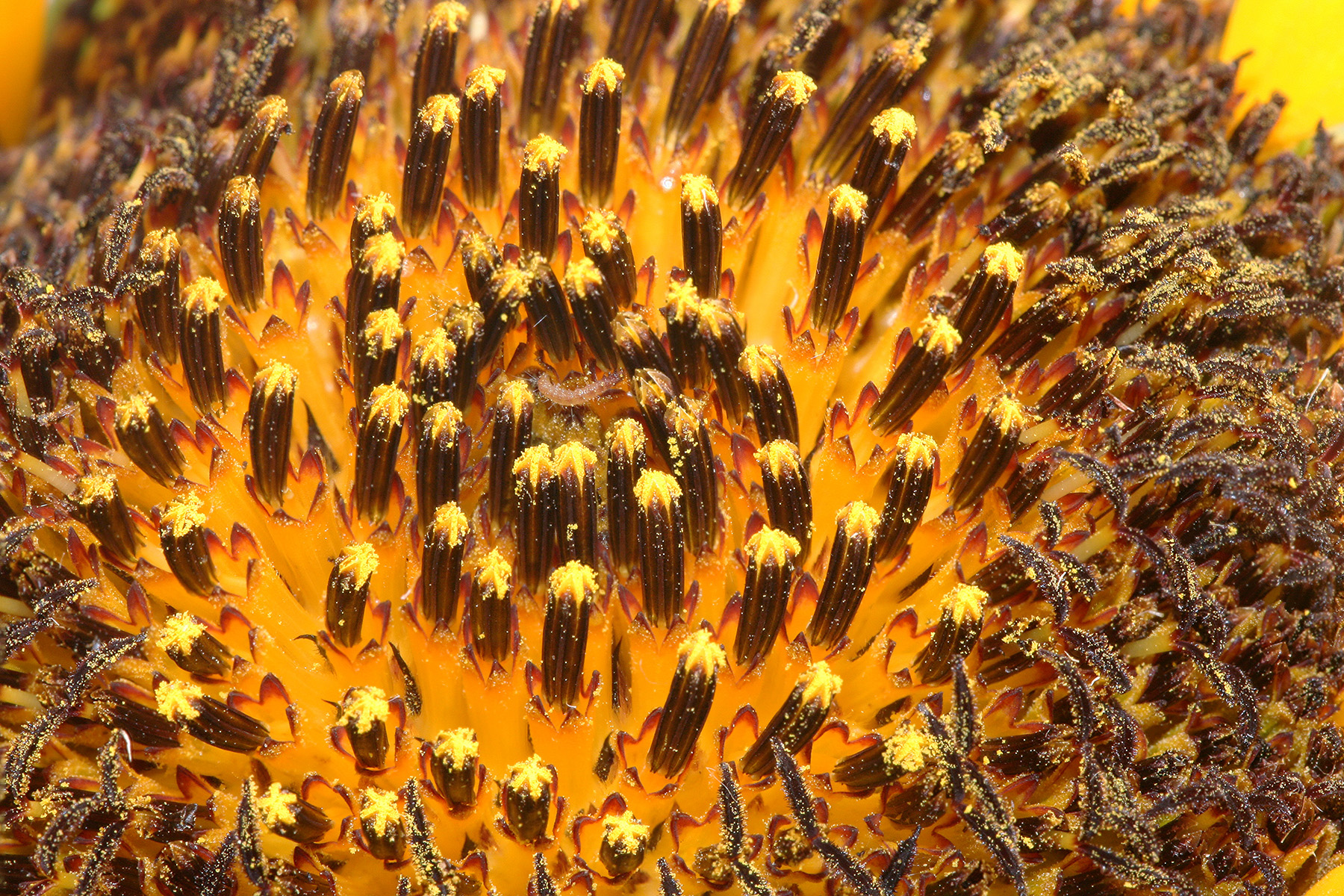
Cận cảnh nhụy hoa

Cây hướng dương có nguồn gốc từ Bắc Mỹ. Đây là loài cây thảo sống khoảng một năm, thân to thẳng có lông cứng, thường có đốm, cao 1-3 m. Lá to, thường mọc so le, có cuống dài, phiến lá hình trứng đầu nhọn, phía dưới hình tim, mép có răng cưa, hai mặt đều có lông trắng. Cụm hoa đầu lớn, đường kính 7-20 cm, bao chung hình trứng; Hoa hình lưỡi, ngoài màu vàng; các hoa lưỡng tính ở giữa màu tím hồng. Cây ra hoa vào mùa đông, mùa xuân. Thời gian ra hoa tại châu Âu thường là từ cuối tháng 6 / tháng 7 đến tháng 9. Tại Việt Nam, như tại Nghệ An, có hai vụ thu hoạch hoa hướng dương là vào tháng 3-4 và tháng 11-12.
Bông hoa Hướng Dương trên thực tế là một cụm hoa dạng đầu, bao gồm những bông hoa con (chiếc hoa) tập hợp cùng nhau.
Ở vòng ngoài, những bông hoa con gọi là chiếc hoa tỏa tia. Chúng có thể có màu vàng, nâu sẫm, da cam hoặc các màu khác. Những bông hoa con này không có khả năng sinh sản. Các bông hoa con nối thành một vòng tròn ở bên trong các chiếc hoa toả tia được gọi là chiếc hoa dạng đĩa. Các chiếc hoa trong cụm này được sắp xếp theo kiểu xoắn ốc.
Thông thường mỗi chiếc hoa hướng về phía chiếc tiếp theo theo một góc xấp xỉ bằng góc vàng, tạo ra một kiểu các vòng xoắn nối liền với nhau, trong đó số các vòng xoắn trái và số các vòng xoắn phải là các số kế tiếp trong dãy Fibonacci, điển hình là 34 vòng xoắn theo một hướng và 55 theo hướng kia; trên một bông hoa hướng dương rất to người ta có thể thấy 89 vòng xoắn theo một hướng và 144 theo hướng kia.
Những bông hoa dạng đĩa khi trưởng thành phát triển thành những cái mà người ta gọi là "hạt Hướng Dương". Tuy nhiên, các "hạt" đó thực sự là một loại quả (quả bế) của loài cây này, với những hạt thật sự nằm bên trong, lớp vỏ không ăn được.

### Hoa Hướng Dương quay về Mặt Trời
Hoa Hướng Dương quay theo hướng Mặt Trời. Trong một nghiên cứu được công bố trên Khoa học, các nhà nghiên cứu phát hiện đồng hồ sinh học và khả năng phát hiện ánh sáng của hoa Hướng Dương cùng hoạt động, kích hoạt các gen liên quan đến sự phát triển tại đúng thời điểm cho phép thân cây uốn theo hình cung của Mặt Trời. Nhóm nghiên cứu cũng chỉ ra rằng, khi phát triển đầy đủ, trong một số trường hợp cao bằng người, các cây luôn hướng về phía đông cho một khởi đầu mới, để được sưởi ấm từ Mặt Trời nhằm thu hút các côn trùng thụ phấn.
Stacey Harmer và Hagop Atamian, nhà sinh học thực vật tại Đại học California, cùng với Davis và các đồng nghiệp của họ đã nghiên cứu hoa Hướng Dương trên các cánh đồng, trong chậu và trong các phòng tăng trưởng. Họ nhận thấy, các cây phát triển chậm hơn so với những cây có ánh Mặt Trời chiếu vào. Việc đuổi theo Mặt Trời đã thúc đẩy quá trình tăng trưởng của cây. Thực tế là hoa Hướng Dương chuyển hướng lại quay về phía đông vào ban đêm, chưa có nguyên nhân cụ thể, có thể do hoạt động của đồng hồ sinh học. Các nhà nghiên cứu đặt cây hướng dương trong phòng có đèn chiếu giống như đường đi của ánh Mặt Trời trong các chu trình sáng và tối khác nhau. Các cây hoạt động như mong đợi trong chu kỳ 24 giờ. Nhưng trong chu kỳ 30 giờ, chúng đã bị lẫn lộn. Và khi các cây đã hoạt động theo chu kỳ 24 giờ ngoài trời và được đặt trong nhà dưới ánh sáng cố định, chúng vẫn tiếp tục uốn từ đông sang tây trong một vài ngày theo chu kỳ của Mặt Trời. Điều này có nghĩa rằng nhịp sinh học 24 giờ đã định hướng cho sự chuyển động của hoa Hướng Dương.
Thân của Hướng Dương non phát triển nhanh hơn vào ban đêm ở mặt phía tây cho phép đầu của chúng ngả về phía đông. Ban ngày, mặt phía đông của thân phát triển và chúng ngả về phía tây theo hướng Mặt Trời. Tiến sĩ Atamian đã thu thập các mẫu về các cạnh đối diện của thân từ hoa Hướng Dương một cách định kỳ, và tìm thấy những gen khác nhau, liên quan đến việc phát hiện ánh sáng và quá trình tăng trưởng, hoạt động của các mặt đối diện của thân cây. Các nhà nghiên cứu đã phát hiện thấy các hoa trong chậu quay mặt hướng Đông được sưởi ấm và thu hút nhiều côn trùng thụ phấn hơn, ngược với những bông hoa bị buộc phải quay mặt phía tây vào lúc bình minh. Việc sưởi ấm những bông hoa quay mặt hướng tây cũng thu hút nhiều loài thụ phấn hơn. Các nhà nghiên cứu cho rằng, thực vật thường phát triển theo hướng đông khi còn non, và tiếp tục khi trưởng thành bởi vì hướng đó được sưởi ấm vào buổi sáng, khi đó các con bọ hoạt động tích cực hơn mang lợi thế phát triển cho cây.

### Khả năng chịu mặn
Từ những năm 1990, hoa hướng dương đã được chứng minh là có khả năng chịu mặn ở mức độ trung bình nhờ khả năng tích trữ và chống chịu (tolerate) muối trong mô. Cây hướng dương được đề xuất như một giải pháp cho những vùng đất nhiễm mặn nhờ khả năng hấp thụ muối và nước dư thừa.

## Cách trồng (sơ lược)
Hướng Dương ưa ấm, đất tơi xốp sợ ngập úng, nhiệt độ cao cây mọc kém, cây ngủ nghỉ. Cây Hướng Dương có thể trồng chậu, đất chậu thường dùng là đất lá rụng trộn với đất cát, thêm một ít bột xương. Mỗi năm thay chậu một lần vào tháng 8 - 9. Trước lúc thay chậu cần tỉa thưa, chỉnh hình, cắt bớt rễ. Hàng năm vào tháng 4 đem cây ra ngoài nơi thoáng gió. Để cho cây không ngừng ra hoa tăng cường tưới phân loãng, 10 ngày tưới một lần. Tưới nước bình thường không nên tưới nhiều nước. Đến mùa hè nóng cây bước vào ngủ nghỉ, nên đưa cây vào nhà bệ cây. Mùa thu là mùa ra hoa cần kết hợp tưới nước bón ít phân loãng.

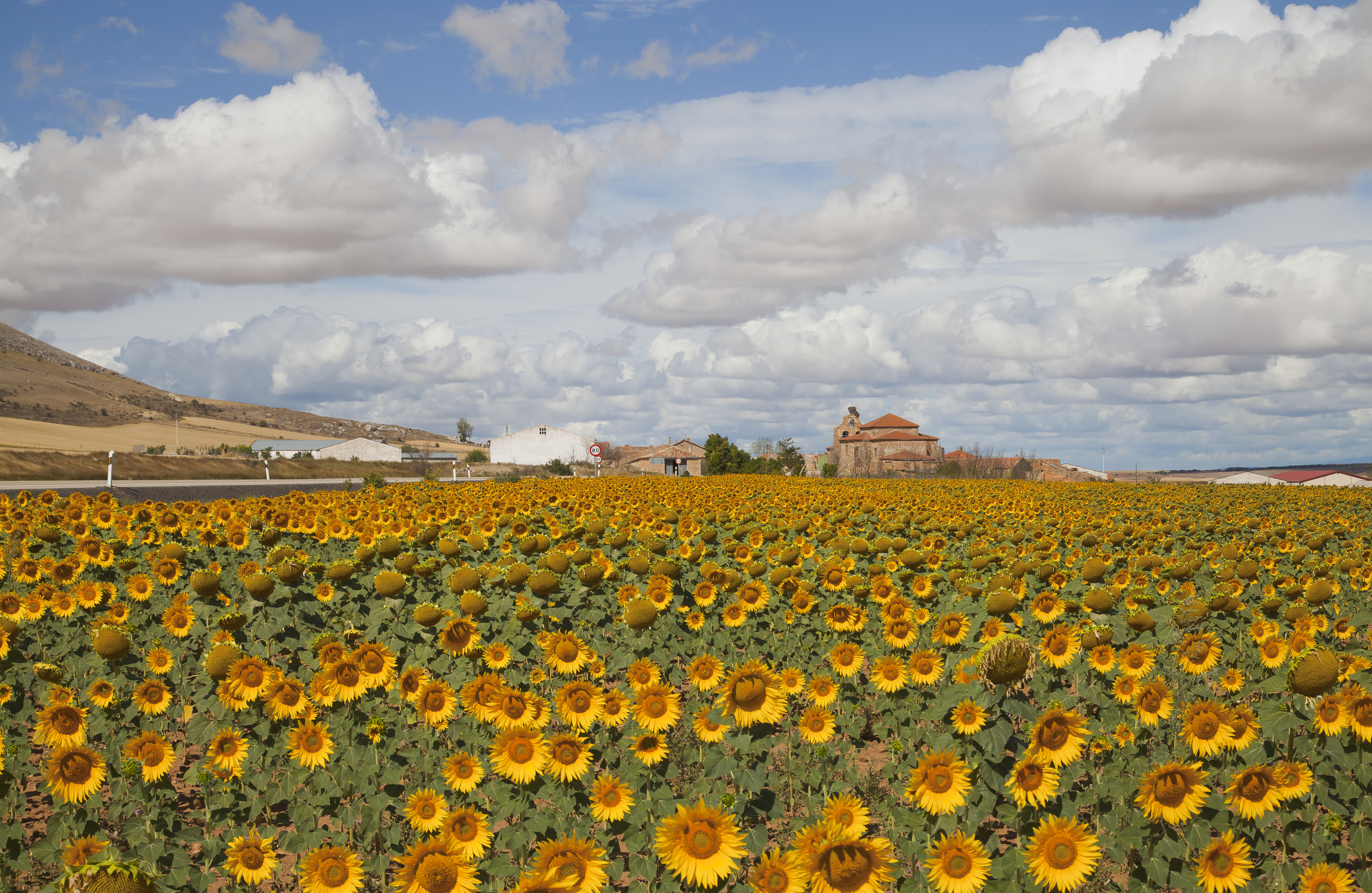
Cánh đồng hoa hướng dương tại Cardejón, tỉnh Soria, Tây Ban Nha

Sau mùa hoa cần tỉa cành, xúc tiến phân nhánh. Cây Hướng Dương mọc nhanh hàng năm đề phải tỉa cành, mỗi năm 3 lần: mùa xuân, mùa hè và mùa thu. Căn cứ vào sinh trưởng của cây cần để cây có 3 - 5 cành chính, các cành dài cũng phải được tỉa bớt. Cây hướng dương mọc được 1 năm chỉ cần cắt ngắn ít cành. Sau khi tỉa cành thường đòi hỏi một thời gian hồi phục, nên sau đó nửa tháng phải bón thúc phân, cho cây không. Ngưng ra chồi nở hoa. Để tránh cây mọc quá cao, cần phải hái ngọn, cho mọc nhánh bên và nhiều hoa.
Nhân giống cây hoa Hướng Dương thông thường dùng phương pháp giâm cành. Giâm cành vào mùa xuân tỷ lệ sống cao hơn mùa thu. Cánh làm cụ thể là: Cắt đầu cành có chồi đỉnh 6 - 8 cm, cắt các đốt phía dưới, cắt bỏ lá gốc, sau khi vết cắt khô, cắm vào chậu cát hoặc sỏi, sâu 1/8 - 1/2 cành giâm, rồi tưới nước đẫm. Sau đó 2 ngày tưới 1 lần, để ở nhiệt độ 18 - 20 độ C. Sau 20 ngày mọc rễ và chờ khi cây con cao 2 – 3 cm là đưa vào chậu, chậu để nơi râm, khi cây mọc chồi mới có thể chuyển vào nơi quản lý bình thường...

## Công dụng làm thuốc

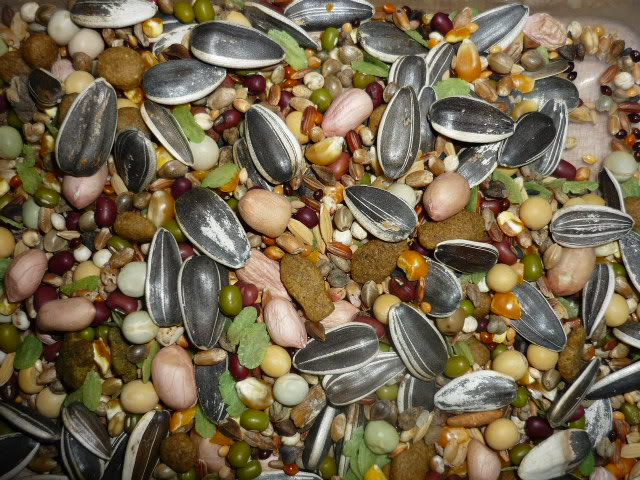
Hạt hướng dương làm thức ăn cho chuột Hamster ở Việt Nam

Toàn bộ các bộ phận của cây Hướng Dương đều được dùng làm thuốc. Theo Đông Y và kinh nghiệm dân gian, thì:
- Hạt Hướng Dương có vị ngọt, tính bình, không độc. Tác dụng tư âm bổ hư, ninh tâm an thần, chỉ lỵ, thấu chẩn. Dùng chữa tinh thần uất ức, thần kinh suy nhược, chán ăn, đau đầu do suy nhược, đi lỵ ra máu, sởi không mọc được.
- Vỏ hạt có thể dùng để chữa tai ù.
- Hoa Hướng Dương có tác dụng trừ phong, sáng mắt. Dùng chữa đầu choáng váng, mặt sưng phù, còn dùng để thúc sinh cho phụ nữ.
- Khay hạt Hướng Dương (còn gọi là Quỳ Phòng, Hướng Nhật Quỳ Hoa Thác, Hướng Nhật Quỳ Hoa Bàn) có tác dụng chữa đầu đau, mắt hoa, răng đau, đau dạ dày và bụng, phụ nữ thống kinh, sưng đau lở loét.
- Lá có tác dụng tăng cường tiêu hóa và chữa cao huyết áp.
- Lõi thân cành (còn gọi là Hướng Nhật Quỳ Ngạnh Tâm, Hướng Nhật Quỳ Kinh Tâm, Hướng Nhật Quỳ Nhương) có tác dụng chữa tiểu tiện xuất huyết, tiểu dưỡng chấp, sỏi đường tiết niệu, tiểu tiện khó khăn.
- Rễ cây Hướng Dương có tác dụng chữa ngực, sườn và vùng thượng vị đau nhức, thông đại tiểu tiện, chữa đòn ngã chấn thương, mụn nhọt lở loét chảy nước vàng.

## Hướng Dương tại Việt Nam

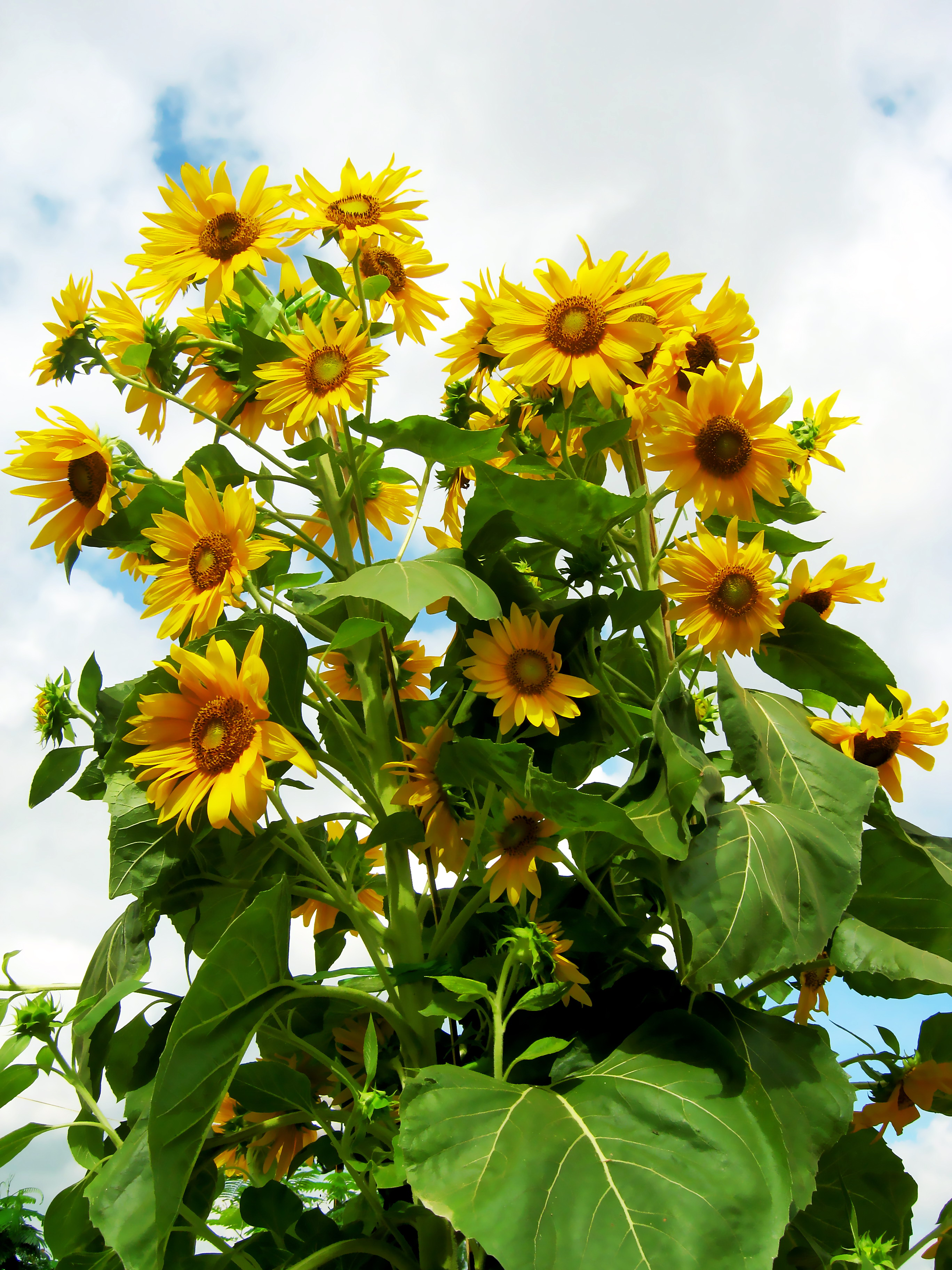
Hoa Hướng Dương ở Long Xuyên, Việt Nam.

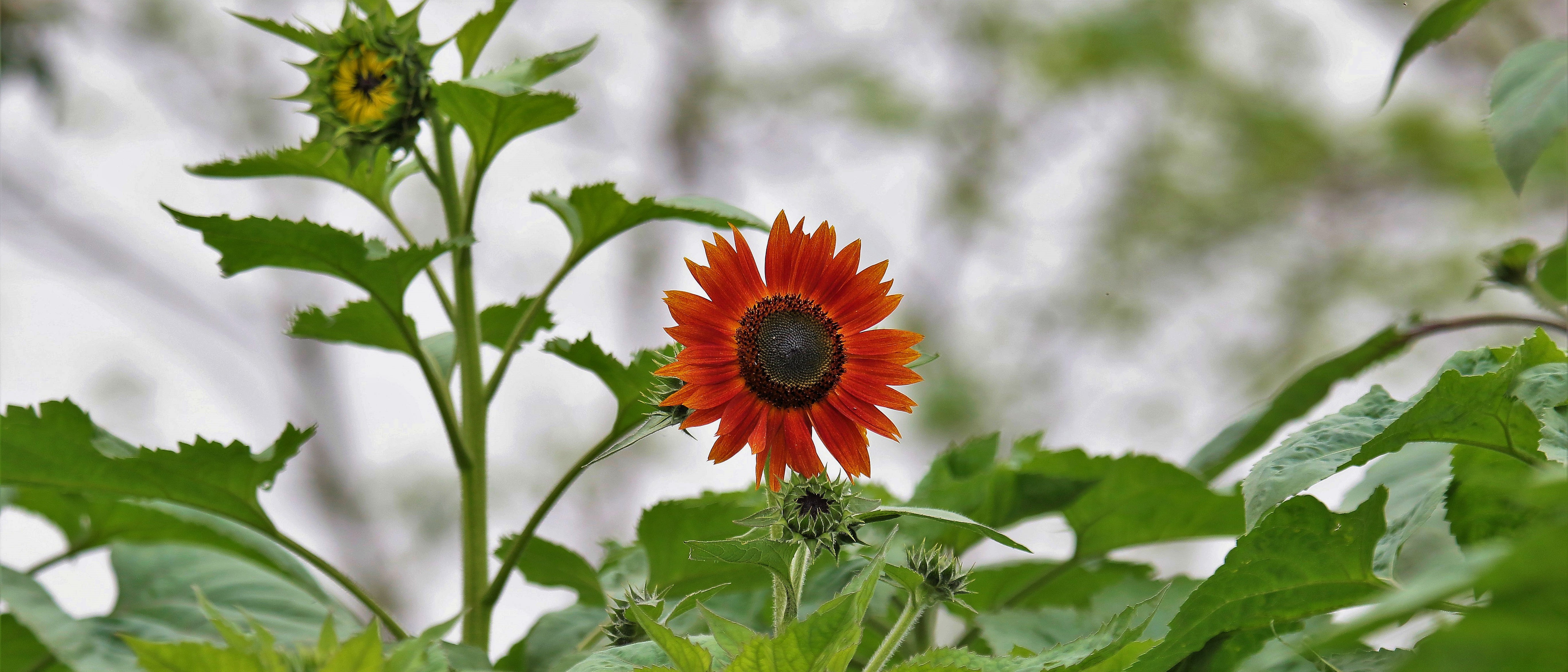
Hướng Dương đỏ

Ở Việt Nam còn có loài "Hướng Dương dại" (còn gọi là "Sơn Quỳ", "Dã Quỳ" tên khoa học là Tithonia diversifolia (Hemsl.) A. Gray, cùng thuộc họ Cúc. Cây được nhập trồng, hiện nay mọc hoang dại ở nhiều nơi, từ đồng bằng tới vùng núi, thường thấy ở dọc các đường đi, bãi hoang... Hướng Dương dại thường được dùng làm phân xanh, một số nơi lấy lá xát trị ghẻ 
Theo thông tin từ Bộ Nông nghiệp và Phát triển Nông thôn, tại Việt Nam hầu như không trồng Hướng Dương để lấy hạt, vì điều kiện thời tiết, khí hậu không phù hợp. Hướng Dương tại Việt Nam thường chỉ cho hạt lép, trừ một số ít diện tích nhỏ tại Lâm Đồng, Lào Cai… Hạt Hướng Dương tiêu thụ tại Việt Nam thường được nhập khẩu từ Trung Quốc.
Cánh đồng hoa Hướng Dương lớn nhất Việt Nam là ở tại nông trường xã Nghĩa Sơn, huyện Nghĩa Đàn, Nghệ An rộng gần 60 ha và bắt đầu trồng Hướng Dương từ năm 2010 để làm thức ăn cho bò. Hoa nở hai mùa vào tháng 3-4 và tháng 11-12.

## Sự hình thành của hoa

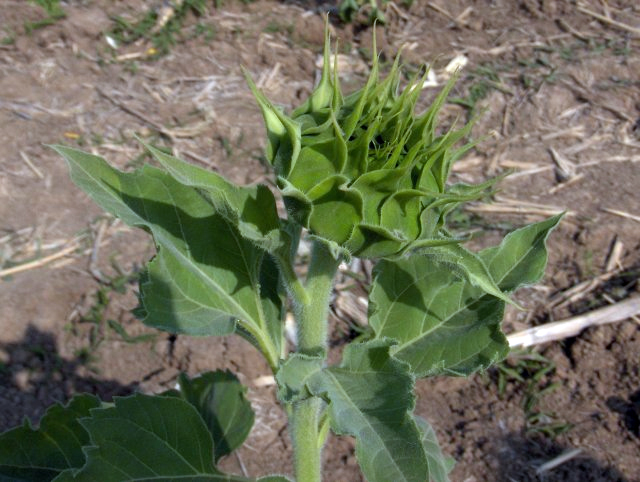
Giai đoạn đầu của sự hình thành hoa
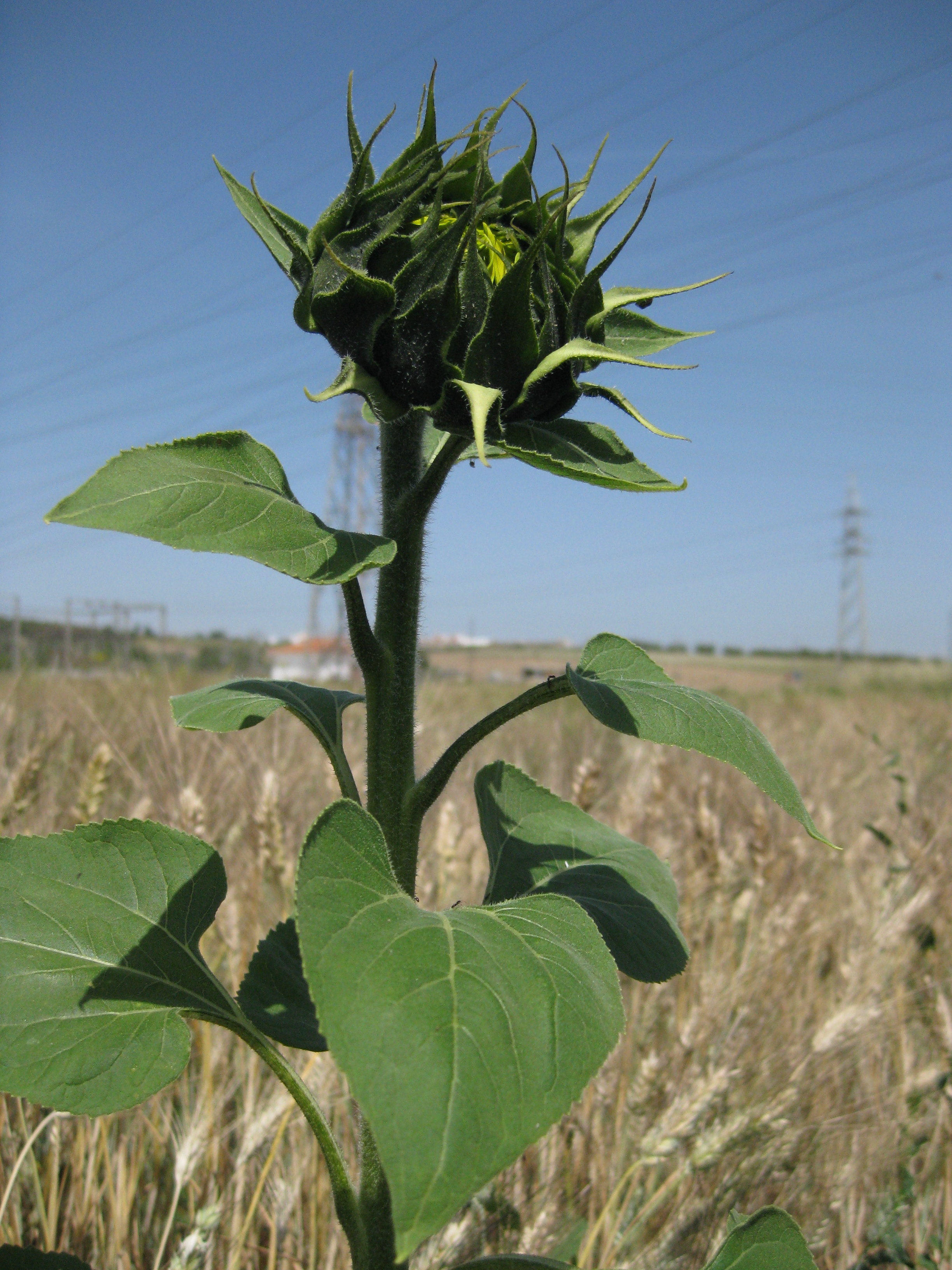
Chồi hoa chưa nở
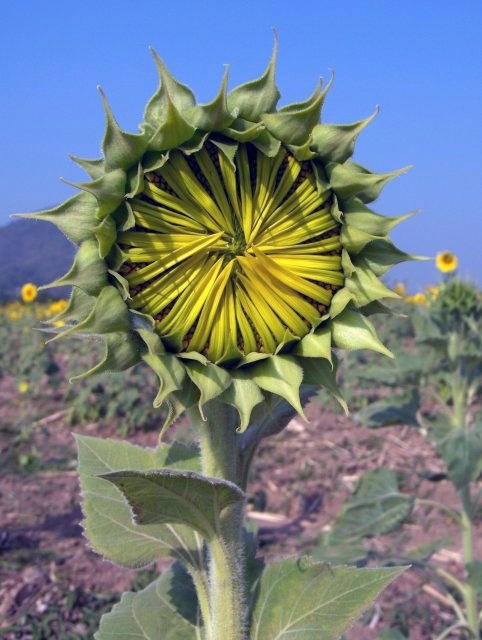
Hoa chưa nở, nhưng đã hướng về Mặt Trời
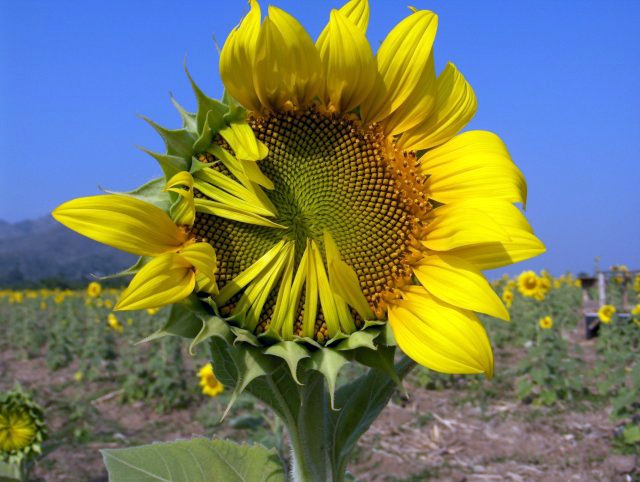
Hoa gần nở hoàn toàn
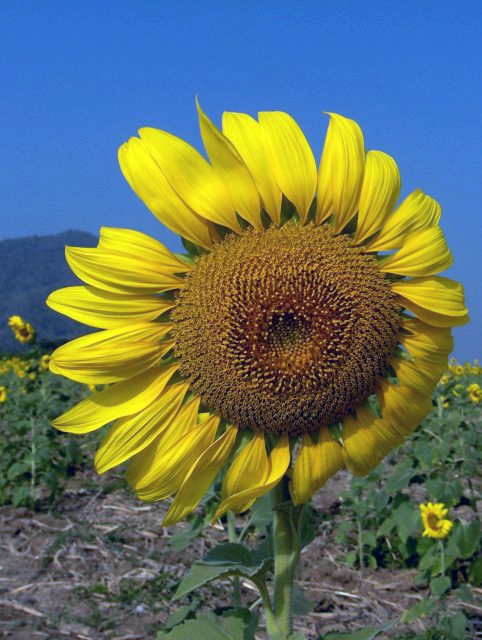
Hoa nở hoàn toàn
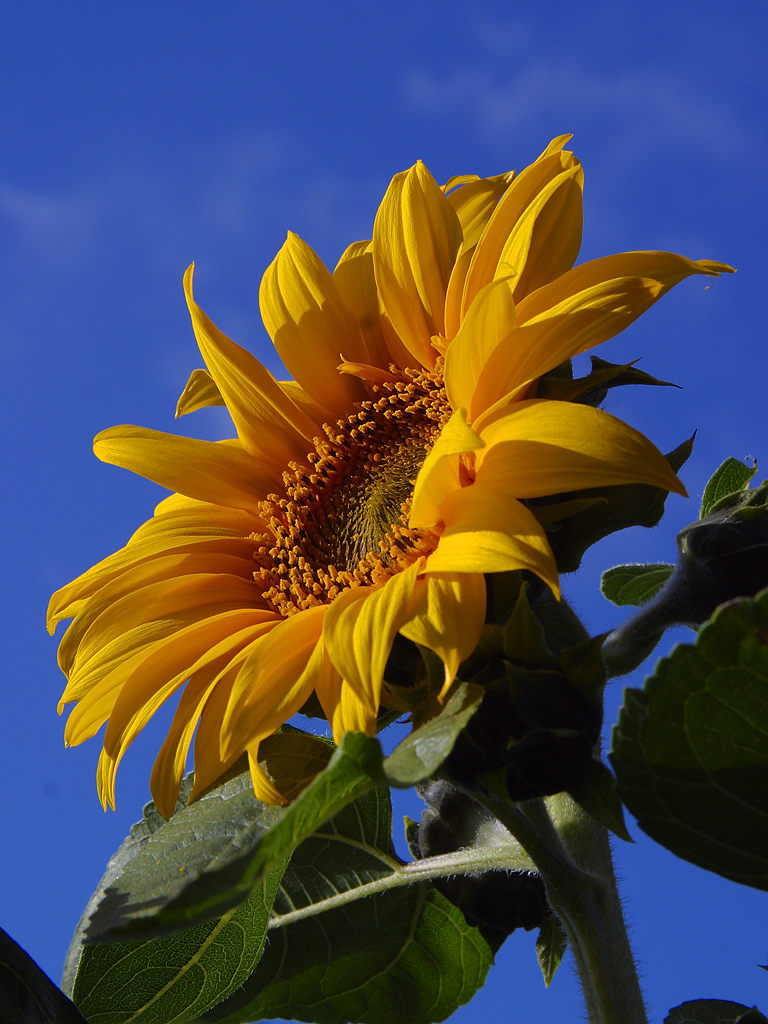

## Ảnh

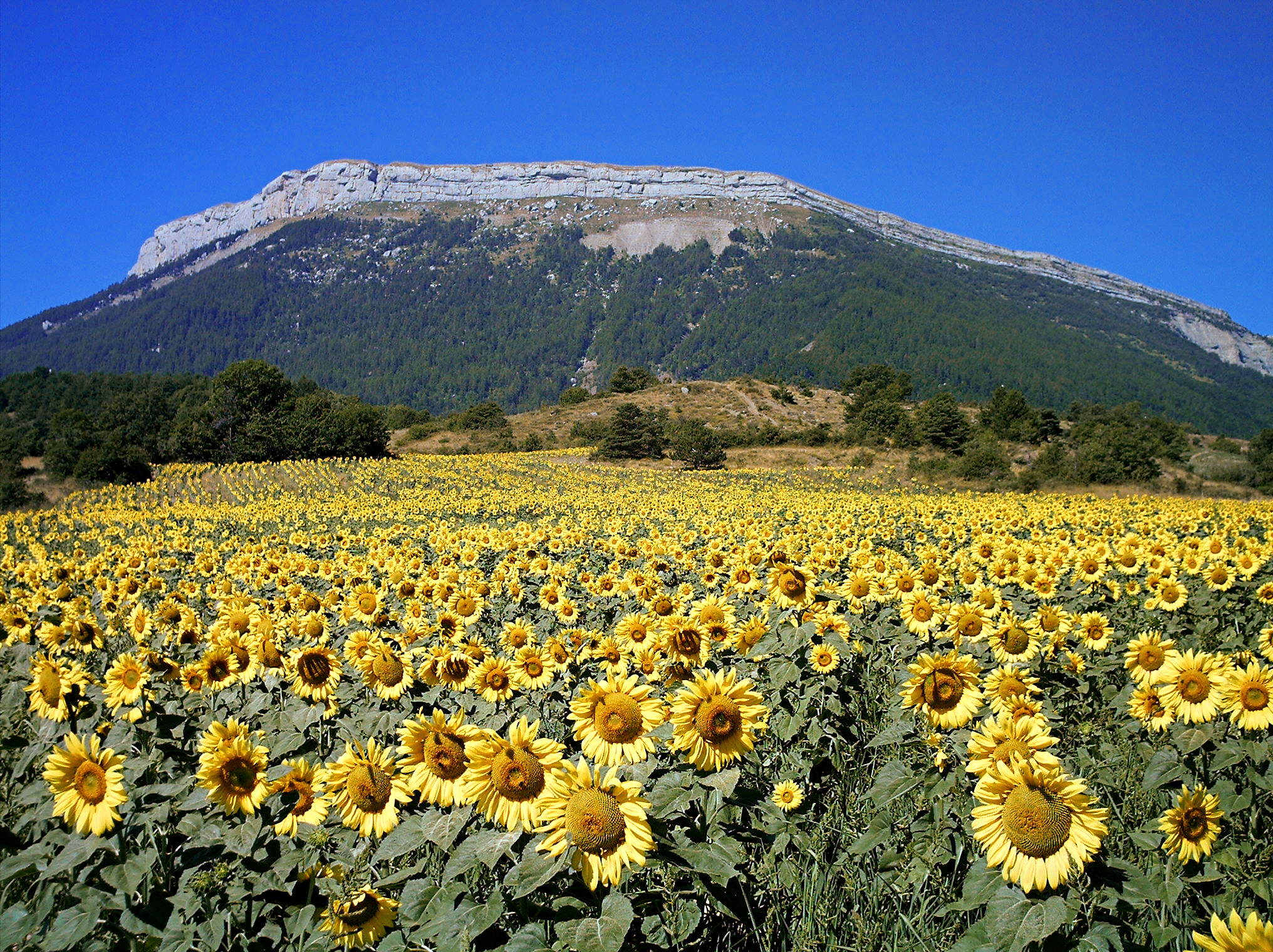
Cánh đồng hướng dương tại Ceüse, tỉnh Hautes-Alpes, Pháp
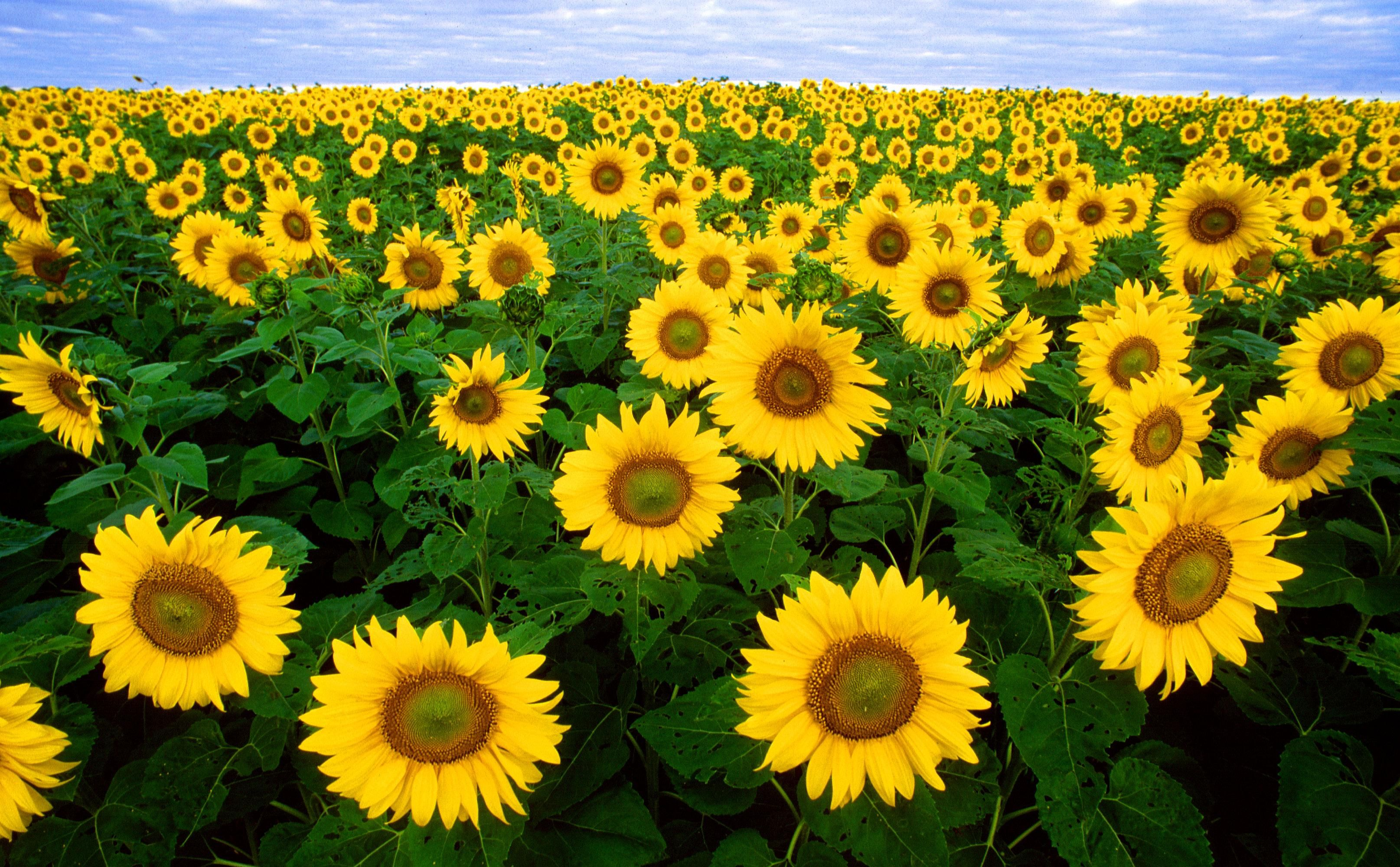
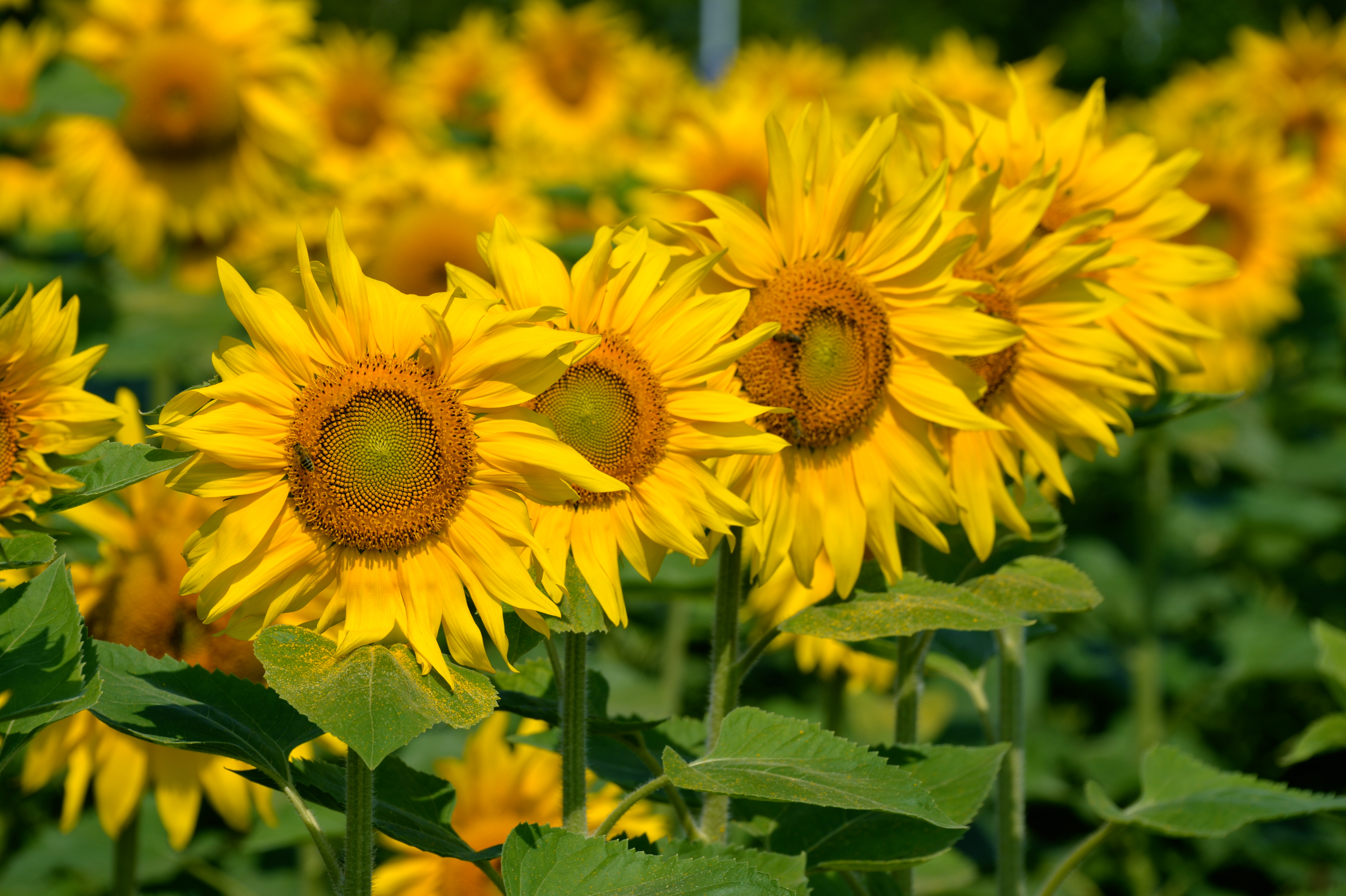
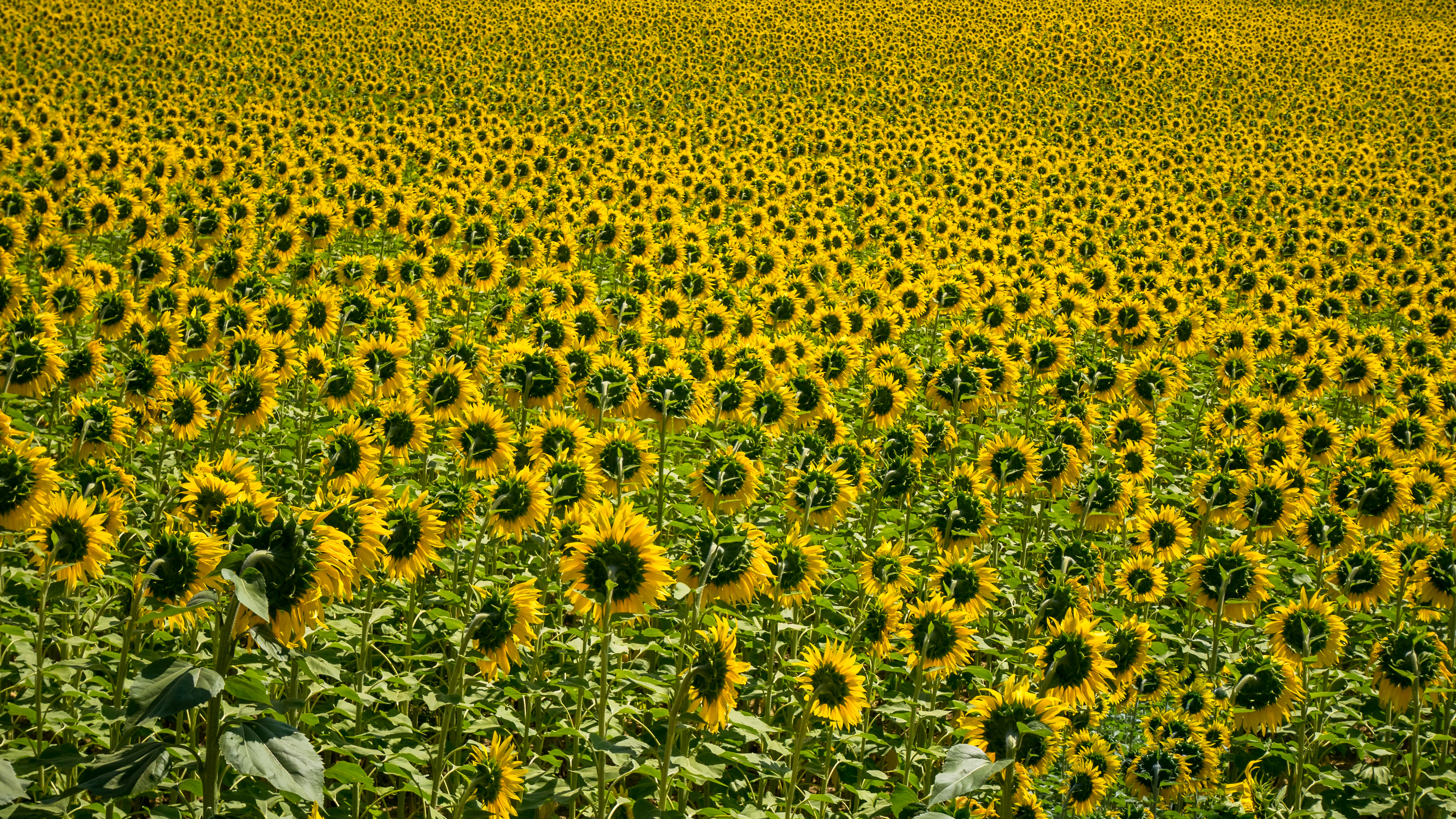
Mặt sau của hoa
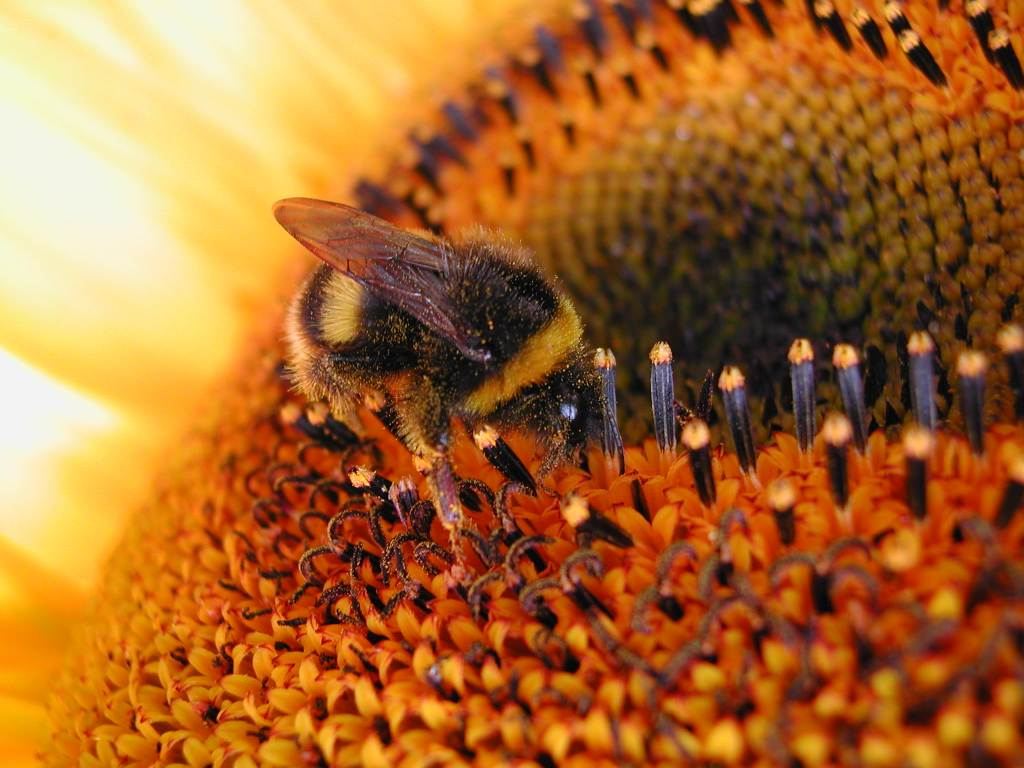
Ong nghệ hút mật hoa hướng dương.
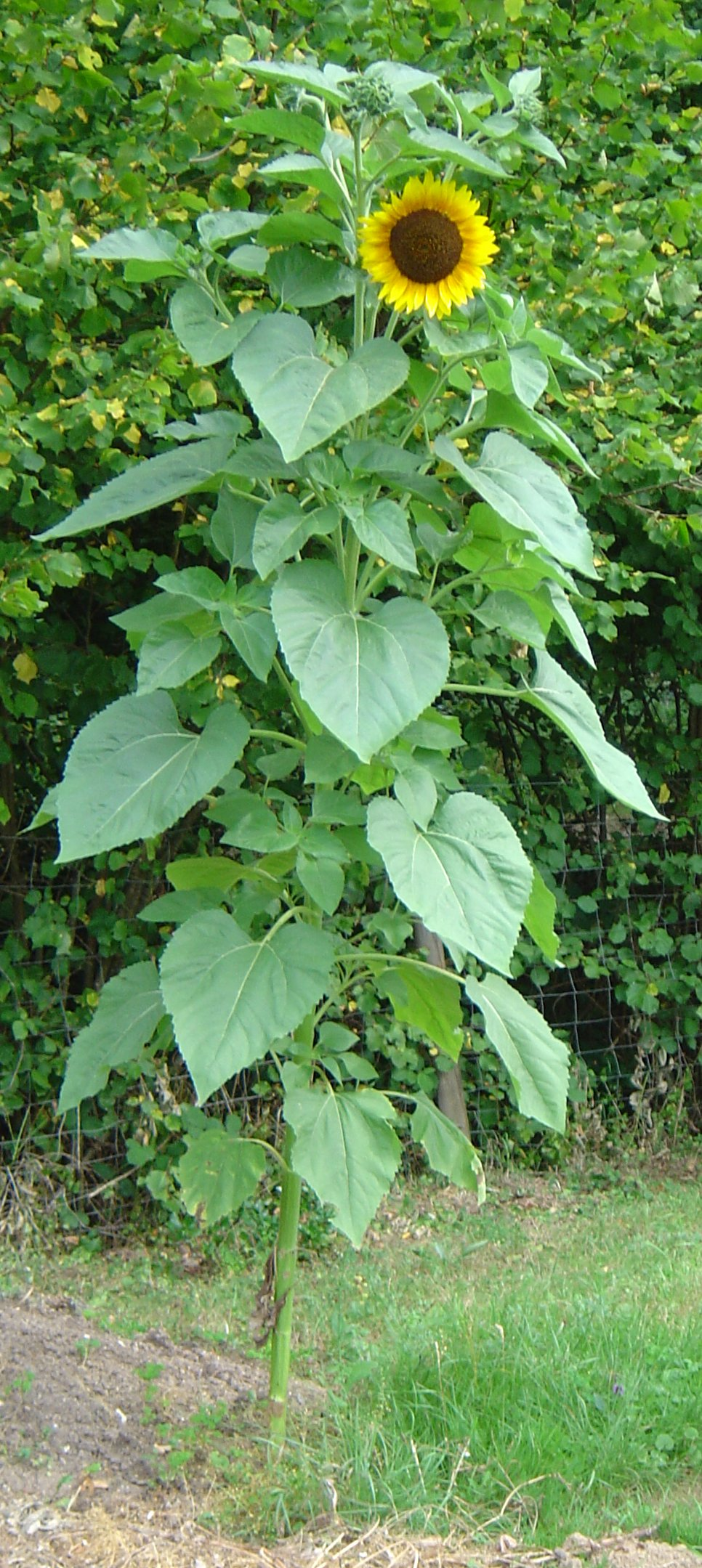
Cây hướng dương cao khoảng 2 m (6 ft).
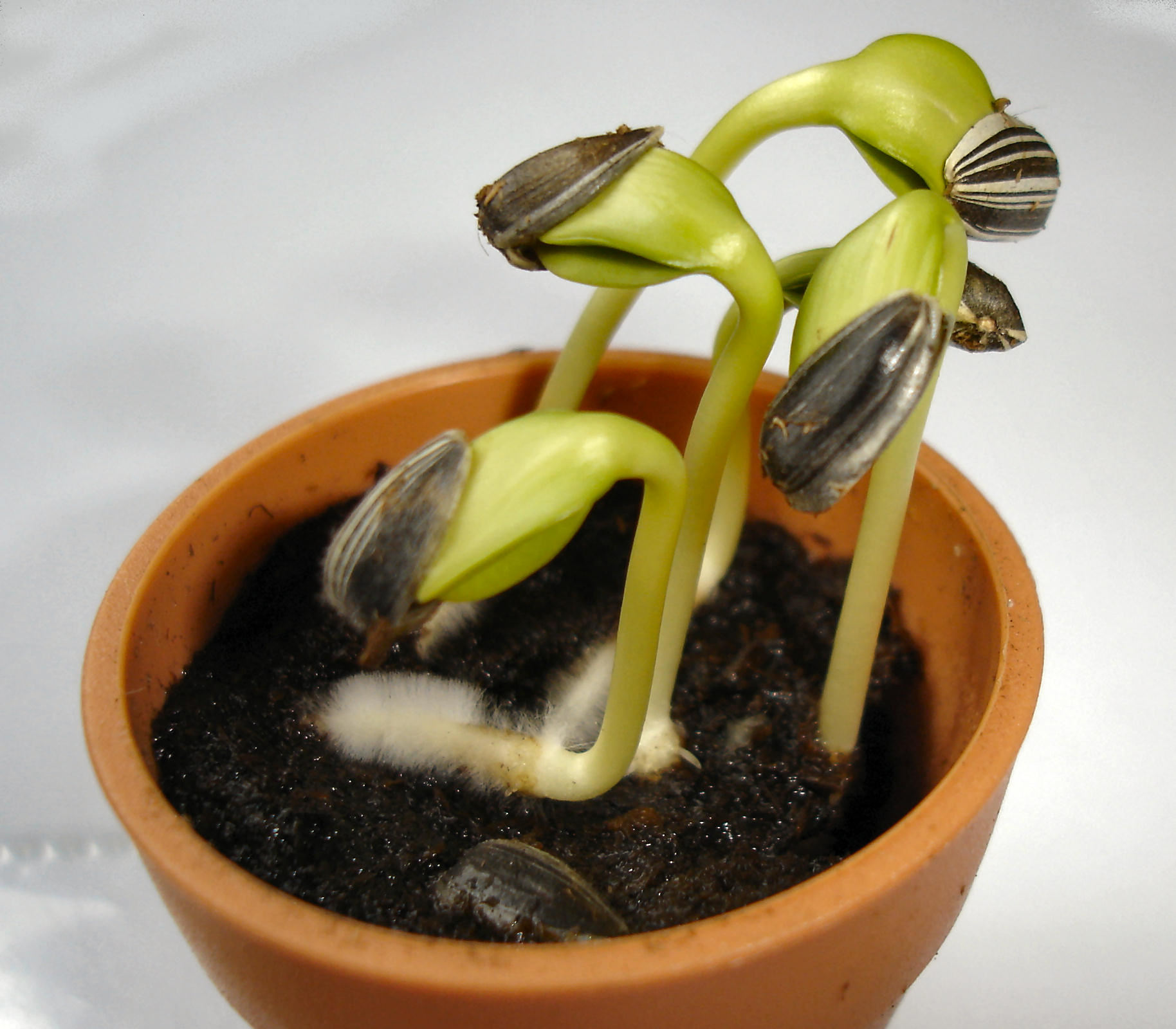
Cây hướng dương non, khoảng 3 ngày sau khi nảy mầm.
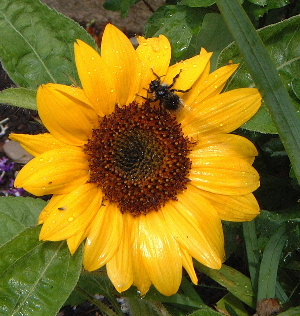
Hoa hướng dương và ong thụ phấn.
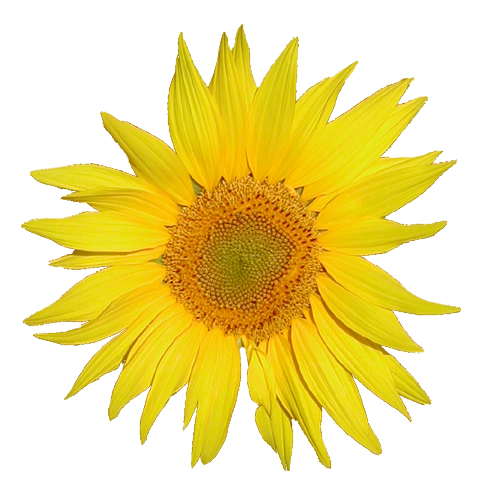
Hoa hướng dương (tiếng Pháp:Tournesol) trong logo của MediaWiki.
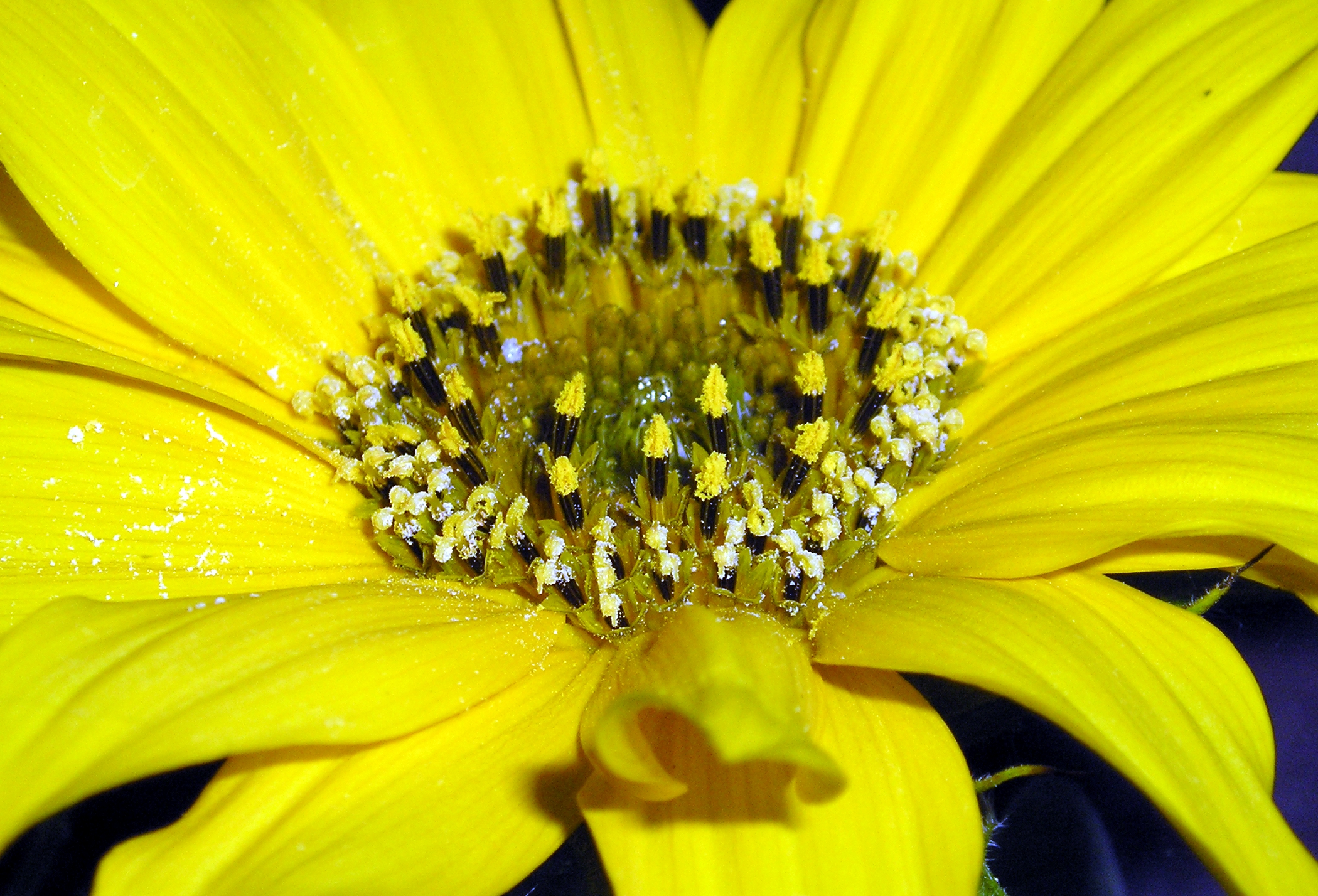
Hoa hướng dương chụp tại Hà Lan, 6/2006.
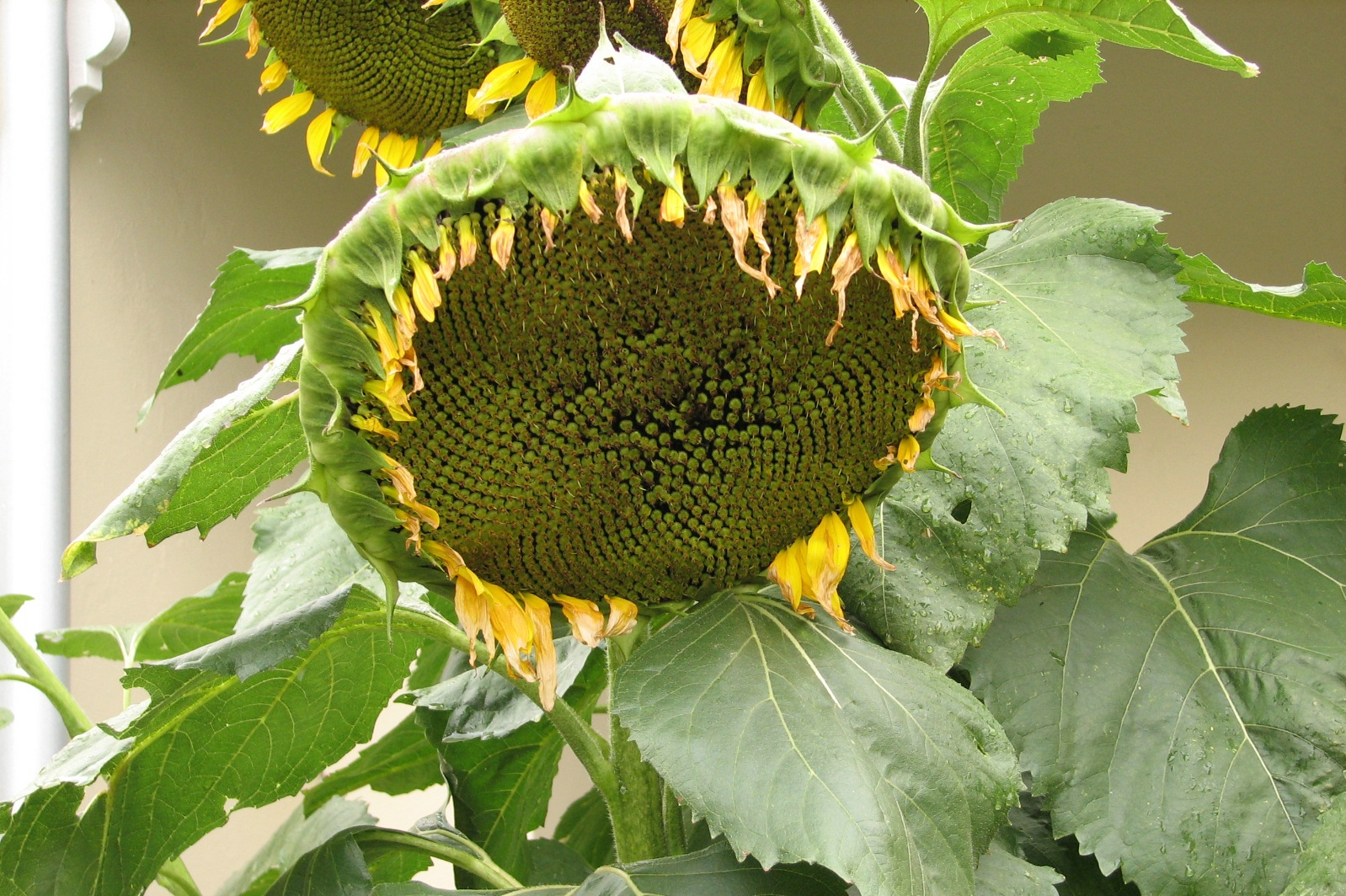
Đang tạo quả.
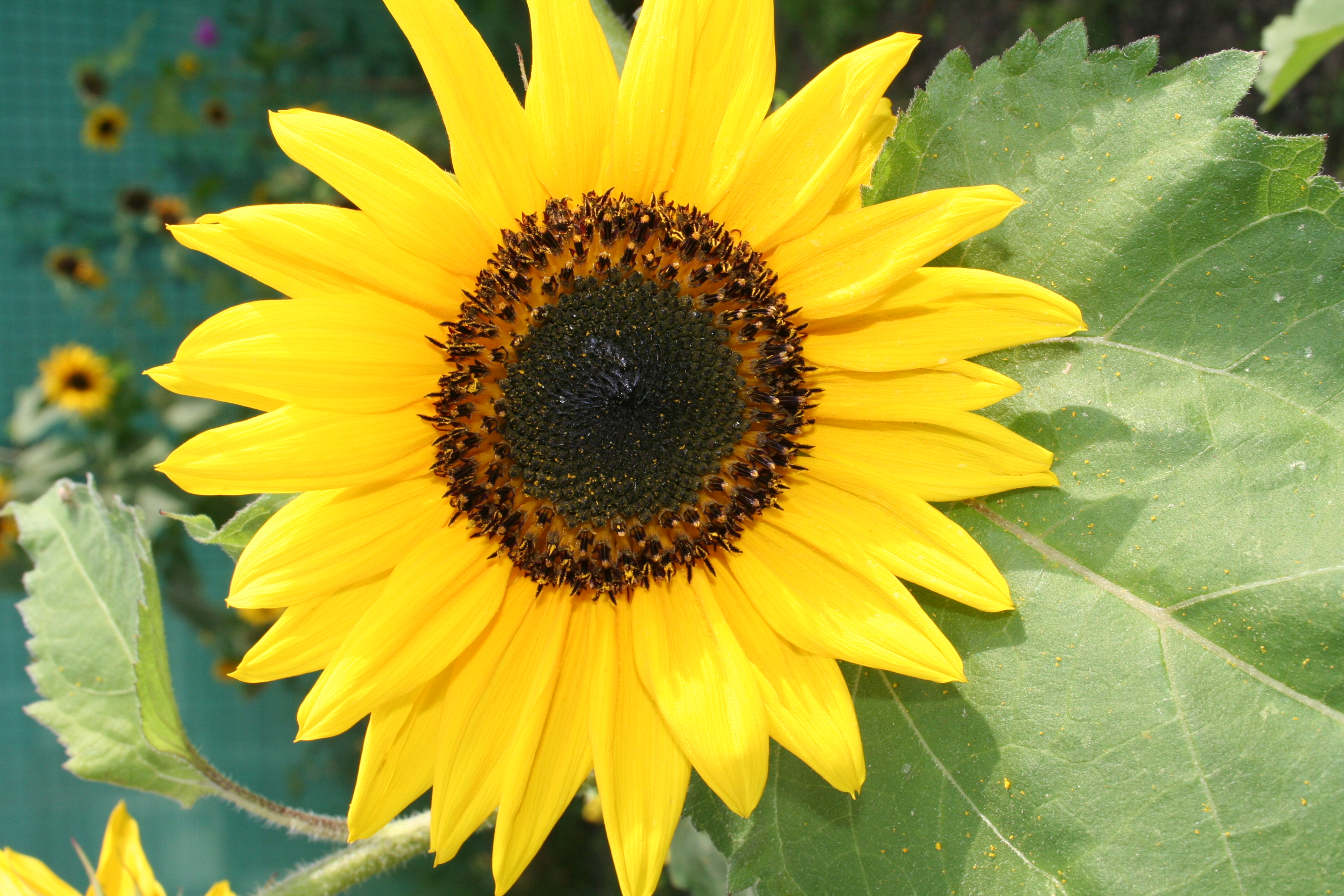
Hoa chụp gần.